# Rajd Kormoran 1995
Rajd Kormoran 1995 – 21. edycja Rajdu Kormoran. Był to rajd samochodowy rozgrywany od 1 do 3 maja 1995 roku. Była to druga runda Rajdowych Samochodowych Mistrzostw Polski w roku 1995. Rajd składał się z dwudziestu dwóch odcinków specjalnych.

## Wyniki końcowe rajdu[1]
| Miejsce | Kierowca             | Pilot             | Samochód                 | Czas    | Strata | Grupa Klasa |
| ------- | -------------------- | ----------------- | ------------------------ | ------- | ------ | ----------- |
| 1       | Krzysztof Hołowczyc  | Maciej Wisławski  | Toyota Celica Turbo 4WD  | 1:15:26 | -      | A8          |
| 2       | Paweł Przybylski     | Krzysztof Gęborys | Ford Escort RS Cosworth  | 1:16:30 | +1:04  | A8          |
| 3       | Robert Herba         | Andrzej Górski    | Mitsubishi Lancer Evo II | 1:21:18 | +5:52  | N4          |
| 4       | Wiesław Stec         | Artur Skorupa     | Ford Escort RS Cosworth  | 1:22:09 | +6:43  | N4          |
| 5       | Romuald Chałas       | Zbigniew Atłowski | Ford Escort RS Cosworth  | 1:23:17 | +7:51  | N4          |
| 6       | Robert Kępka         | Klaudiusz Rak     | Renault Clio Williams    | 1:27:28 | +12:02 | A7          |
| 7       | Bartłomiej Baniowski | Tomasz Czopik     | Nissan Sunny GTI-R       | 1:28:09 | +12:43 | A8          |
| 8       | Piotr Świeboda       | Maria Wiechowska  | Opel Kadett GSI 16V      | 1:29:49 | +14:23 | N3          |
| 9       | Janusz Kulig         | Dariusz Burkat    | Opel Astra GSi 16V       | 1:30:10 | +14:44 | N3          |
| 10      | Michał Rej           | Robert Bromke     | Nissan Sunny GTi         | 1:32:04 | +16:38 | N3          |